# 走れ☆バンドマン
『走れ☆バンドマン』（はしれ バンドマン）は、1988年5月25日にリリースされたC-C-Bの8枚目のアルバムである。

## 解説
前作『石はやっぱりカタイ』（1987年7月25日）から10か月ぶりとなるアルバムで、C-C-Bがデビュー5周年を迎える前週にリリースされた。
キャッチ・コピーは「生まれついての親不孝、明日もボクらはバンドマン。」。
アルバムジャケットには車を修理している4人の後姿が採用されている。なお、このとき使用された車は渡辺英樹が当時所有していたフォルクスワーゲン・タイプ3（ノッチバック）である。

### リリース・プロモーション
本アルバムの発売記念として、C-C-BオリジナルデザインによるシングルCDアダプターが当たるプレゼント企画が1988年8月31日まで行われ、歌詞カードには応募券が付いていた。
テレビ朝日系の音楽番組『ミュージックステーション』では、発売前の1988年4月29日放送回で「Cyber-Commander」、発売後の同年6月17日放送回で「マニュアル・ワールド」、同8月19日放送回で「嫌われたい」が披露されている。
2015年1月21日、ユニバーサルミュージックよりSHM-CDで再発売された（本アルバムを含むC-C-Bのオリジナルアルバム9作品が同時リリース）。
| 規格         | 発売日         | レーベル        | 品番       | 備考                                             |
| ------------ | -------------- | --------------- | ---------- | ------------------------------------------------ |
| LP           | 1988年5月25日  | POLYDOR         | 28MX 1285  |                                                  |
| CT           | 1988年5月25日  | POLYDOR         | 28CX 1505  |                                                  |
| CD           | 1988年5月25日  | POLYDOR         | H33P 20240 |                                                  |
| CD（Plus版） | 1994年10月26日 | POLYDOR         | POCH-1410  | 後述のスタジオ・アルバム未収録シングル曲を収録。 |
| SHM-CD       | 2015年1月21日  | UNIVERSAL MUSIC | UPCY-6973  | [ 1 ]                                            |

## 収録曲
| #   | タイトル                       | 作詞     | 作曲               | 編曲                                       | 時間 |
| --- | ------------------------------ | -------- | ------------------ | ------------------------------------------ | ---- |
| 1.  | 「Cyber-Commander」            | 松本隆   | 田口智治           | 田口智治、大谷和夫（ブラス・ストリングス） | 4:49 |
| 2.  | 「さらわれて」                 | 渡辺英樹 | 渡辺英樹・田口智治 | 田口智治                                   | 4:45 |
| 3.  | 「プリマドンナ」               | 松本隆   | 笠浩二             | 米川英之                                   | 4:07 |
| 4.  | 「マニュアル・ワールド」       | 渡辺英樹 | 米川英之           | 米川英之                                   | 4:21 |
| 5.  | 「走れ☆バンドマン」            | 渡辺英樹 | 米川英之・田口智治 | 米川英之・田口智治                         | 5:37 |
| 6.  | 「Velvet Touch」               | 松本隆   | 米川英之           | 米川英之                                   | 5:19 |
| 7.  | 「Happy Song」                 | 渡辺英樹 | 笠浩二             | 田口智治                                   | 3:17 |
| 8.  | 「嫌われたい」                 | 渡辺英樹 | 渡辺英樹           | 米川英之                                   | 3:42 |
| 9.  | 「WALKIN‘（バンドマン-Mix）」  | 渡辺英樹 | 渡辺英樹           | 渡辺英樹                                   | 4:07 |
| 10. | 「Only For You, Only For Me.」 | 松本隆   | 米川英之           | 米川英之                                   | 4:43 |

### Plus版
1994年10月26日に再発されたPlus版はボーナストラックとして以下の曲を収録している。
| #   | タイトル               | 作詞     | 作曲     | 編曲            | 時間 |
| --- | ---------------------- | -------- | -------- | --------------- | ---- |
| 11. | 「恋文(ラブレター)」   | 松本隆   | 渡辺英樹 | C-C-B、大谷和夫 | 4:05 |
| 12. | 「WALKIN'-Single Mix」 | 渡辺英樹 | 渡辺英樹 | 渡辺英樹        | 4:09 |
| 13. | 「抱きしめたい」       | 松本隆   | 筒美京平 | C-C-B、大谷和夫 | 3:52 |
| 14. | 「Inner Mind」         | 松本隆   | 渡辺英樹 | C-C-B、大谷和夫 | 3:49 |

## 楽曲解説
1. Cyber-Commander
2. さらわれて
3. プリマドンナ
4. マニュアル・ワールド
イントロはアウフタクトになっているため裏返って聴こえるかもしれないが[独自研究?]、ドラムが3拍目の裏、ギターリフが4拍目の裏からスタートするれっきとした4/4拍子である。
5. 走れ☆バンドマン
インストゥルメンタル曲（ただし一部歌あり）。この楽曲には田口の熱望により、森園勝敏が参加。米川とのツインギターが実現している[2]。また、当時、渡辺と共に大阪のラジオ番組で共演していた岡けん太・ゆう太が参加。C-C-Bが売れる以前と売れた後の近所の噂話をネタとした漫才を曲中の一部に収録している。
6. Velvet Touch
米川と笠がボーカルを務める唯一の曲である。
7. Happy Song
脱退した関口誠人へのはなむけの意を込めたという曲。田口がバッキングボーカルとしてフィーチャーされる。
8. 嫌われたい
9. WALKIN'（バンドマン-Mix）
13thシングル『恋文(ラブレター)』のカップリング曲のアルバムMix
10. Only For You, Only For Me.

## クレジット
- C-C-B are
  - HIDEKI WATANABE - Vocal＆Bass
  - KOHJI RYU - Vocal＆Drums
  - TOMOHARU TAGUCHI - Keyboards＆Backing Vocal
  - HIDEYUKI YONEKAWA - Vocal&Guitar
- KATSUTOSHI MORIZONO - Electric Guitar（#5）
- 岡けん太・ゆう太 - （#5）
- Brass&Strings Arrangement：KAZUO OHTANI
- Manupilation：ATSUSHI UMEHARA

### スタッフ
- Producer：TADATAKA WATANABE
- Engineer：KOHICHI HIRASE
- Assistant Engineer：MASATAKA ITOH
- Artist Manager：NOBUYUKI NAGASAWA
- Art Director：YOSHIYUKI MENJOH
- Photographer：TETSU NAKAGAWA
- Inner Card Photographer：TAKASHI ARAKI
- Hair-Make&Cloth：KOHSON SUZUKI
- Direction：EIICHI MIKAMI
- Location Coordinate：KRACCAR

- Special Thanks to 
  - SATOSHI FUJINO・HIDEAKI IWASAKI・AKIHIKO TOMITA・HIROKAZU KOBAYASHI・TOSHIAKI HIRAKOSHI
  - モリダイラ楽器・FERNANDES・YAMAHA・SIMMONDS
- Very Special Thanks to MITSUAKI TSUNEKAWA